# Gunda Setti Koppa, Sorab
Gunda Setti Koppa là một làng thuộc tehsil Sorab, huyện Shimoga, bang Karnataka, Ấn Độ.